# Chaetocnema major
Chaetocnema major es un coleóptero de la familia Chrysomelidae. Fue descrita científicamente en 1852 por Jaquelin du Val.